# Bootlegs & B-Sides
Albums de Ice Cube
Lethal Injection
(1993) Featuring...Ice Cube
(1997)
Singles
1. Check Yo Self (Remix)
Sortie : 1993
2. What Can I Do? (Remix)
Sortie : 1994

Bootlegs & B-Sides est une compilation d'Ice Cube, sortie le 22 novembre 1994.
L'album comprend des faces B et des remixes de singles enregistrés entre 1992 et 1994.
Il s'est classé 3e au Top R&B/Hip-Hop Albums et 19e au Billboard 200 et a été certifié disque d'or par la Recording Industry Association of America (RIAA) le 7 février 1995.

## Liste des titres
| No  | Titre                                                                                                 | Contient un (des) sample(s) de                                                                 | Durée |
| --- | --- | ---------------------------------------------------------------------------------------------- | ----- |
| 1.  | Robbin' Hood (Cause It Ain't All Good) (Produit par The 88 X Unit)                                    |                                                                                                | 5:42  |
| 2.  | What Can I Do? (Remix) (featuring Mack 10 – Remix D' Maq et Laylaw)                                   | More Bounce to the Ounce de Zapp                                                               | 4:14  |
| 3.  | 24 Wit An L (Produit par Ice Cube)                                                                    |                                                                                                | 3:23  |
| 4.  | You Know How We Do It (Remix) (Remix d'Ice Cube)                                                      | Aqua Boogie (A Psychoalphadiscobetabioaquadoloop) de Parliament                                | 4:22  |
| 5.  | 2 N the Morning                                                                                       |                                                                                                | 3:59  |
| 6.  | Check Yo Self (Remix) (featuring Das EFX – Produit par DJ Pooh et Ice Cube)                           |                                                                                                | 4:33  |
| 7.  | You Don't Wanna Fuck wit These (Unreleased '93 Shit) (Produit par Dr. Jam et Madness 4 Real)          | Hey, What's That You Say de Brother to Brother                                                 | 3:28  |
| 8.  | Lil Ass Gee (Eerie Gumbo Remix) (Produit par N.O. Joe Johnson)                                        |                                                                                                | 5:18  |
| 9.  | My Skin Is My Sin (Produit par Dr. Jam et Madness 4 Real)                                             |                                                                                                | 4:44  |
| 10. | It Was a Good Day (Remix) (Produit par Ice Cube)                                                      | Let's Do It Again des Staple Singers Sir Nose D'Voidoffunk [Pay Attention - B3M] de Parliament | 4:27  |
| 11. | U Ain't Gonna Take My Life (Produit par Mr. Woody)                                                    |                                                                                                | 4:08  |
| 12. | When I Get to Heaven (Remix) (featuring Mr. X et Shemen Tyler – Produit par Brian G – Remix de QDIII) |                                                                                                | 4:39  |
| 13. | D'Voidofpopniggafiedmegamix (Remix de Glenn « Gee-Swift » Aure)                                       |                                                                                                | 4:51  |